# Gara Podu Iloaiei
Gara Podu Iloaiei este o gară construită la sfârșitul secolului al XIX-lea în satul Podu Iloaiei (astăzi oraș în județul Iași).
Gara Podu Iloaiei a fost inclusă în Lista monumentelor istorice din județul Iași, elaborată în anul 2004, având codul  IS-II-m-B-04223.

## Istoric
În iunie 1870 a fost dată în funcțiune linia de cale ferată Pașcani-Iași, construită prin concesiune de către concernul austriac Offenheim. Micul târg Podul Iloaiei se afla pe acest traseu de cale ferată, la o distanță de 23 km de orașul Iași. La sfârșitul secolului al XIX-lea, s-a construit la Podu Iloaiei o gară cu un etaj.
La 30 iunie 1941, Gara Podu Iloaiei a fost capătul traseului unui „tren al morții”. În dimineața acelei zile a plecat din Iași un tren de marfă cu aproximativ 2.000 de evrei ieșeni deportați de autorități, două treimi dintre aceștia murind din cauza extenuării și a deshidratării în cele opt ore cât a durat drumul.
În prezent, orașul Podu Iloaiei se află pe magistrala de cale ferată 606 (Iași - Târgu Frumos - Pașcani), care are o lungime de 76 km. Distanța de 23 km până la Iași este parcursă într-un timp de 25 minute.

## „Trenurile morții”
În ziua de 30 iunie 1941, au plecat din Gara Iași două trenuri încărcate cu evrei. Acele trenuri au fost denumite ulterior „trenurile morții”. Primul tren a plecat spre Călărași, parcurgând acest drum în șapte zile, iar cel de-al doilea a mers spre Podu Iloaiei, făcând până acolo opt ore.
Al doilea tren a plecat spre Podu Iloaiei în dimineața zilei de 30 iunie 1941, pe la orele 5-6 dimineața. El avea 18 vagoane și transporta 1.902 evrei, în ultimul vagon aflându-se cadavrele a 80 de evrei care fuseseră împușcați, înjunghiați sau bătuți. Vagoanele de lemn erau mici (de 10 tone) și erau folosite pentru transportul materialelor de construcții. În fiecare vagon au fost înghesuiți peste 100 de evrei ieșeni. Deși distanța între Iași și Podu Iloaiei este de 23 km pe calea ferată, "trenul morții" a parcurs-o în opt ore. Condițiile în care a avut loc călătoria au fost inumane: evreii erau înghesuiți în vagoane strâmte, cu gemulețe de 25x60 cm închise cu obloane, căldura de afară era de peste 35 grade, iar oamenii nu au primit hrană și apă de băut.
"De frică, ne-am băgat unul în altul, ca oile, și vagonul părea gol. Un impiegat de mișcare, un tinerel, se agita pe acolo și spunea că el nu expediază vagoanele dacă nu sunt încărcate la capacitate. Și atunci au mai adus 40. Ne-am îngrămădit și tot părea vagonul gol. Până la urmă, ne-au încărcat vreo sută, o sută douăzeci, nu pot să știu. Aproape nu te mai puteai mișca. Noi stăteam mai rău ca animalele, nu aveam aer și nici nu ni s-a dat apă. Vagoanele aveau gemulețe de 25 pe 60 de cm, ale căror obloane au fost închise pe dinafară. Era un fel de cameră de gazare fără gaz și foc. Soarele făcea tot", a povestit Leizer Finchelstein, unul dintre supraviețuitori.
Din cei 1.902 evrei care au plecat din Iași (conform raportului oficial), au ajuns la destinație doar 708. Sute de evrei au murit pe drum din cauza extenuării și deshidratării. Pentru a supraviețui, au trebuit să-și bea urina și transpirația stoarsă din haine. Cei care se prăbușeau mureau pentru că alții cădeau peste ei și nu se mai puteau ridica de jos. La Podu Iloaiei, când s-a oprit trenul și au trebuit să coboare, s-a constatat că majoritatea erau morți, iar cei care supraviețuiseră arătau ca niște cadavre vii. Cei care au scăpat cu viață au fost cazați la familiile evreiești din localitate. În timpul nopții au fost descărcate cadavrele din tren și așezate pe marginea șinelor, iar a doua zi au fost aduși evreii supraviețuitori pentru a-i încărca pe morți în căruțe și a-i duce la cimitirul evreiesc din localitate unde au fost îngropați în gropi comune.

## Imagini

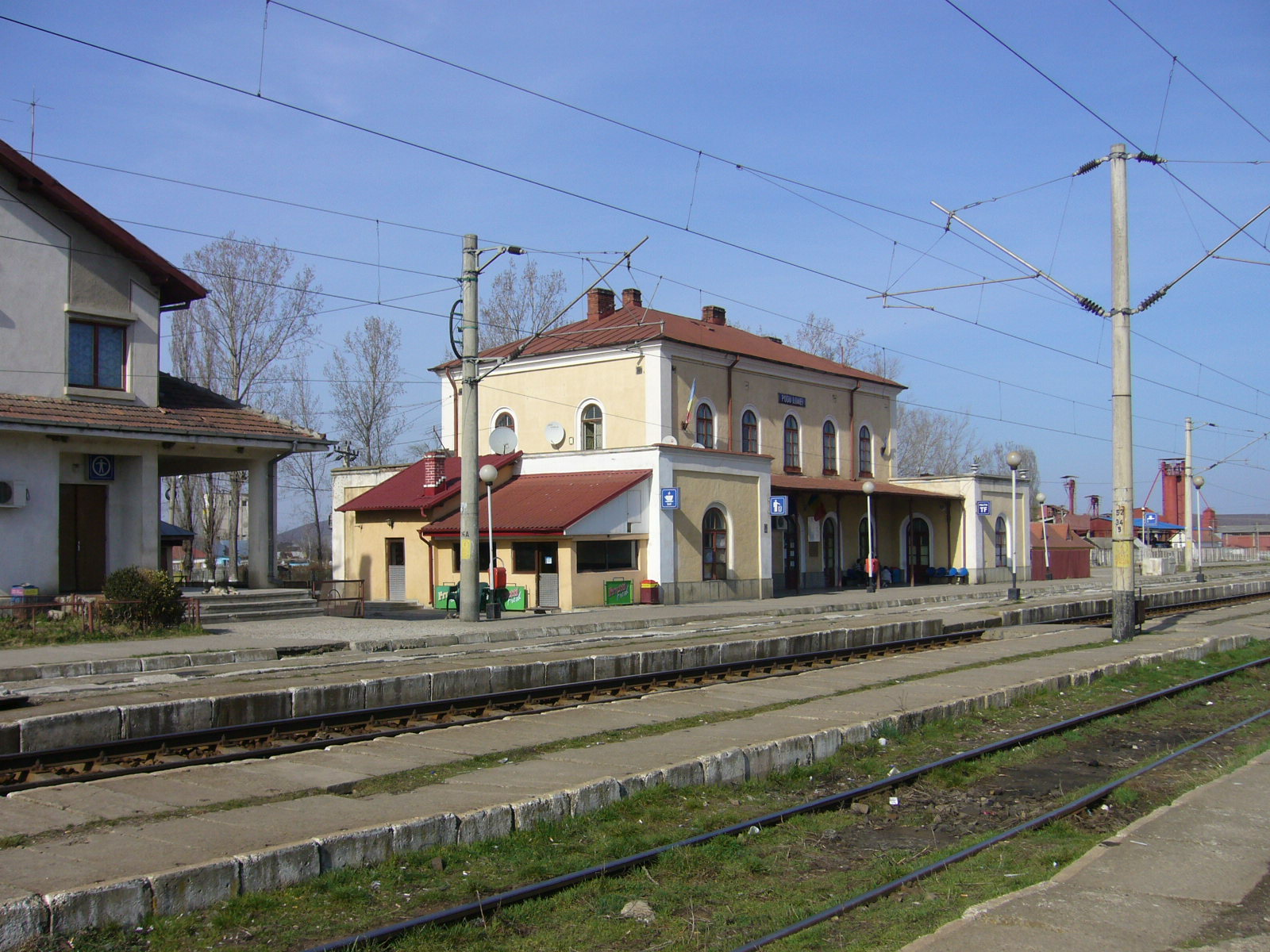
Peronul Gării Podu Iloaiei
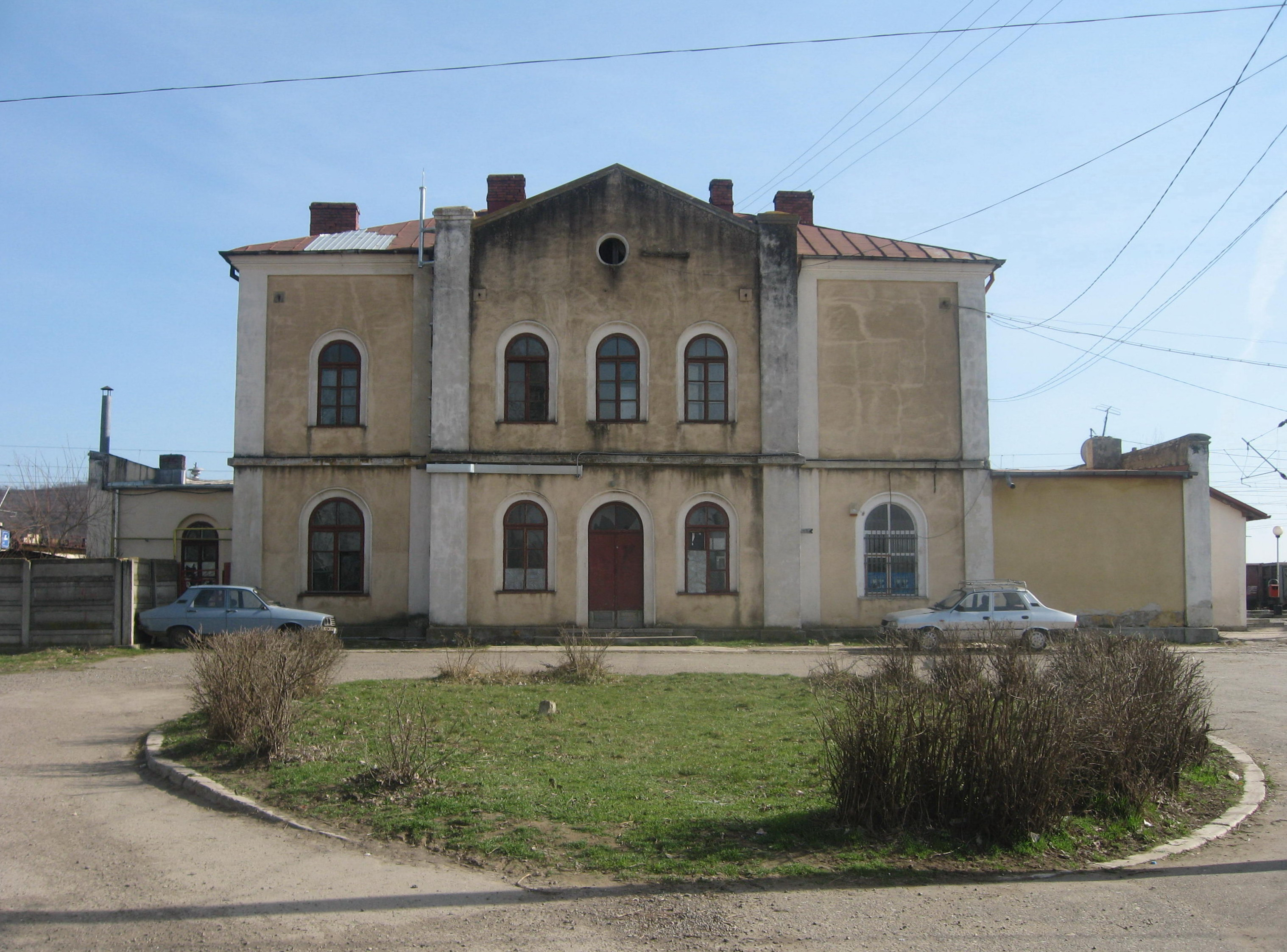
Gara Podu Iloaiei şi piaţa gării
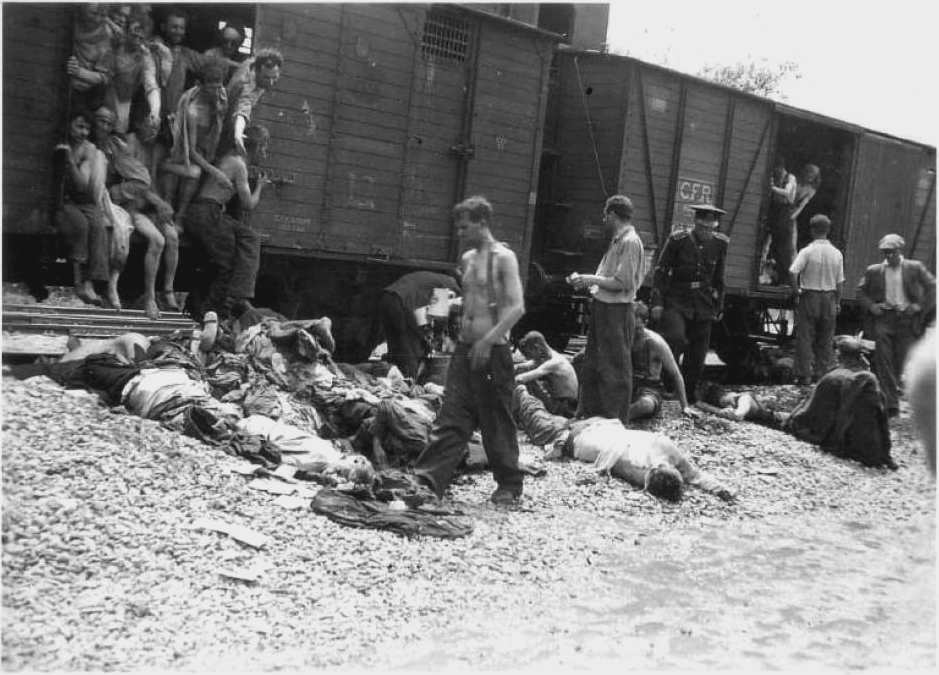
Deschiderea uşii unui vagon al "trenului morţii" la Podu Iloaiei